# Möllehässle naturreservat
Möllehässle naturreservat (tidigare Mölle fälad) är ett naturreservat i Brunnby socken i Höganäs kommun i Skåne. Det begränsas i söder och norr av Lerhamn och Mölle, och i väster och öster av Öresund och den gamla Möllebanan, idag gång- och cykelväg mellan Höganäs och Mölle. Reservatet omfattar 73 ha och bildades 1956. Redan år 1951 fredades dock fem vattensamlingar inom området.
Området karaktäriseras av öppna strandhedar bitvis bevuxna av slån och en. Inom området finns en artrik flora bland annat omfattande orkidéer som Sankt Pers nycklar, majnycklar och nattviol. Speciellt för Mölle fälad är klockgrodan som finns i vattensamlingarna.
Området hålls öppet av betesdjur.

## Bilder

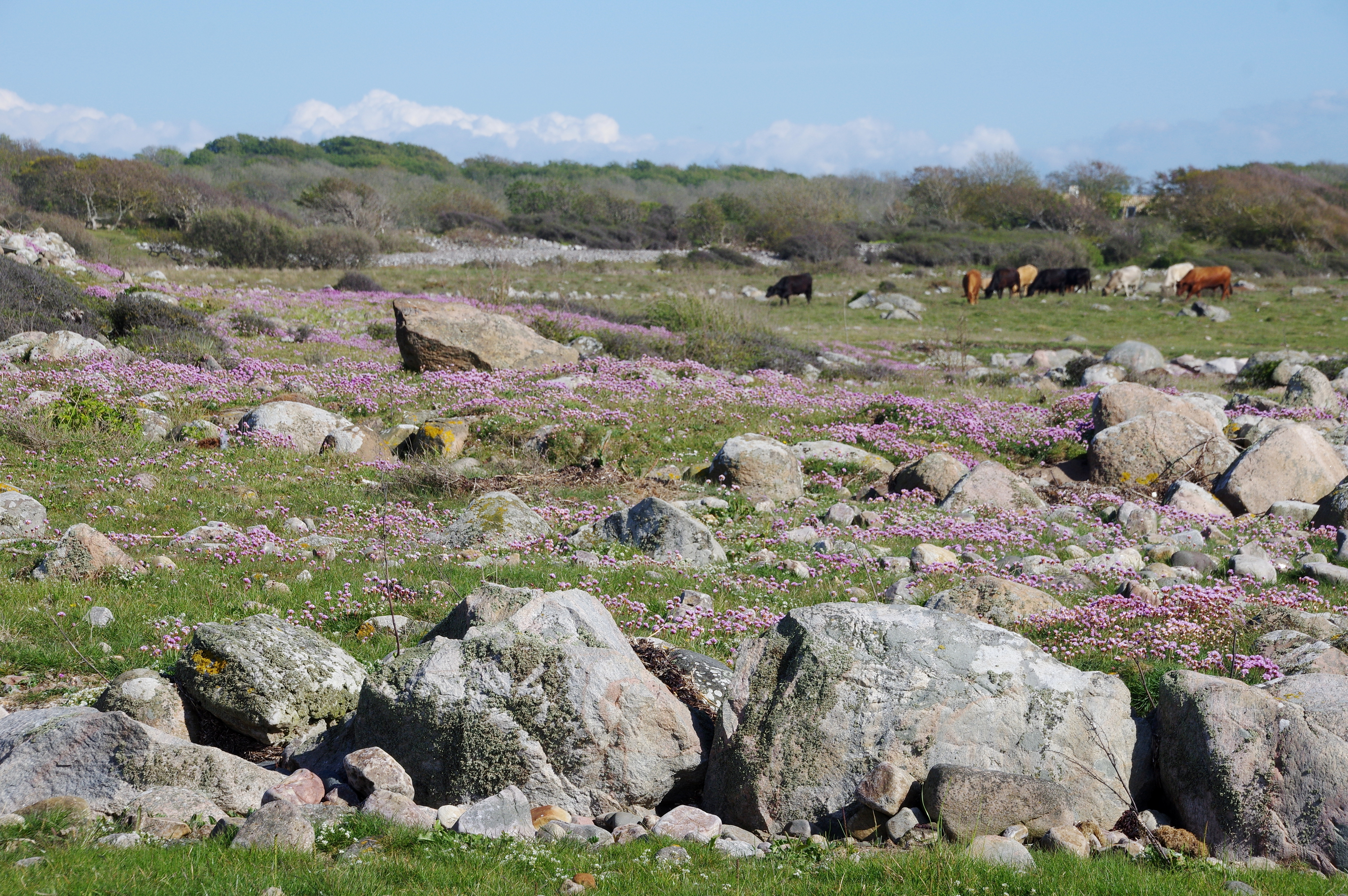
Triften blommar